# Wolfgang (extraordinario)
Wolfgang (extraordinario) es una película española de comedia dramática de 2025, dirigida por Javier Ruiz Caldera y escrita por Laia Aguilar, Carmen Marfà, Yago Alonso y Valentina Viso, basada en la novela gráfica homónima de Aguilar. Está protagonizada por Miki Esparbé y Jordi Catalán. Se estrenó en cines españoles el 14 de marzo de 2025, con distribución de Universal Pictures España.

## Sinopsis
Wolfgang, un niño de diez años con un cociente intelectual de 152 y trastorno del espectro autista, se ve obligado a vivir con su padre, Carlos, a quien no ha visto nunca, tras la repentina muerte de su madre. Carlos afronta el reto con ganas y voluntad, pero Wolfgang no soporta su desorden ni su desorganización y lo considera un «bajocien» por su falta de intelecto. Así que, a escondidas, Wolfgang planea conseguir su sueño: entrar en la academia de música Grimald de París, donde estudió su madre, y convertirse en el mejor pianista del mundo. Cuando Carlos lo descubre, debe decidir entre su gran oportunidad como actor o convertirse en el padre que necesita un niño como Wolfgang.

## Reparto
- Miki Esparbé como Carlos
- Jordi Catalán como Wolfgang
- Àngels Gonyalons como Matilde
- Anna Castillo como Mía
- Berto Romero como Paco
- Nausicaa Bonnín como Ingrid

## Producción
En marzo de 2024, se anunció por primera vez una adaptación a cine de la novela superventas Wolfgang (Extraordinario) de Laia Aguilar, comenzando su producción y rodaje en abril del mismo año en Barcelona y París. Los principales protagonista son Miki Esparbé y el joven actor Jordi Catalán, que da vida a Wolfgang, quien debuta con su primer papel protagonista tras superar un casting en el que participaron más de setecientos niños durante casi nueve meses. Completan el reparto Àngels Gonyalons, Anna Castillo, Berto Romero y Nausicaa Bonnín.
El largometraje está producido por Gerard Verdaguer, Marta Sánchez de Miguel, Núria Valls, Adrián Guerra, Ghislain Barrois y Álvaro Augustin para Lo Vi Films, Nostromo Pictures, Telecinco Cinema y Wolfgang Película AIE en coproducción con 3Cat; y cuenta con la participación de Movistar Plus+, el apoyo del ICAA y del Institut Català de les Empreses Culturals (ICEC).

## Lanzamiento y marketing
En 2024, se dijo que la película llegaría a los cines de la mano de Universal Pictures España en 2025. En diciembre de 2024, Universal lanzó el tráiler de la película y programó su estreno en cines españoles para el 14 de marzo de 2025.